# Шпессарт
Шпессарт (нем. Spessart) — невысокий лесистый горный массив в землях Бавария и Гессен в Германии. Граничит с горами Фогельсберг на севере, Рён на северо-востоке и Оденвальд на юго-западе. Наивысшая точка — гора Гайерсберг, 586 метров.

## Название
Название массива происходит от «Spechtshardt». Specht по-немецки значит «дятел», а Hardt — старое слово со значением «холмистый лес».:10:3

## Климат и экология

### Флора и фауна
В «переднем Шпессарте» (Vorspessart) преобладают вечнозелёные деревья. Встречаются луга с отдельно стоящими плодовыми деревьями (Streuobstwiesen) и боярышник однопестичный.:16
В «высоком Шпессарте» (Hochspessart), около 85 % которого покрыто лесами, наиболее многочисленны дубы и буки.:16 Самые старые деревья встречаются в заповедниках Рорберг (de:Rohrberg (Naturschutzgebiet), ), рядом с районом Рорбрунн Вайберсбрунна и Метцерграбен ().:8
В «северном Шпессарте» (Nordspessart), как и в переднем Шпессарте также много хвойных, поскольку изначальный древесный покров к 15 веку в основном был уничтожен из-за высоких потребностей в топливе местной стекольной промышленности.:60
В Шпессарте обитают многочисленные виды животных. Достаточно часто встречаются олени, кабаны и лисы. Есть также барсуки, еноты, лесные коты, рыси и куницы. Популяция бобров, уничтоженная в результате охоты, была успешно возобновлена с 1980-х вдоль нескольких речных долин (Хафенлор, Зинн).
Встречаются несколько видов дятлов: чёрный дятел (желна), большой пёстрый дятел, средний пёстрый дятел, зелёный дятел и седоголовый дятел.

## Туризм

### Достопримечательности
- замок Меспельбрунн — один из символов Шпессарта, замок на воде Меспельбрунн.
- Францисканский монастырь Энгельберг — францисканское аббатство на холме Энгельберг («ангельский холм») над городом Гросхойбах.
- Мильтенберг — средневековый старый город.
- Вертхайм — средневековый старый город и замок.